# Laurence Shahlaei

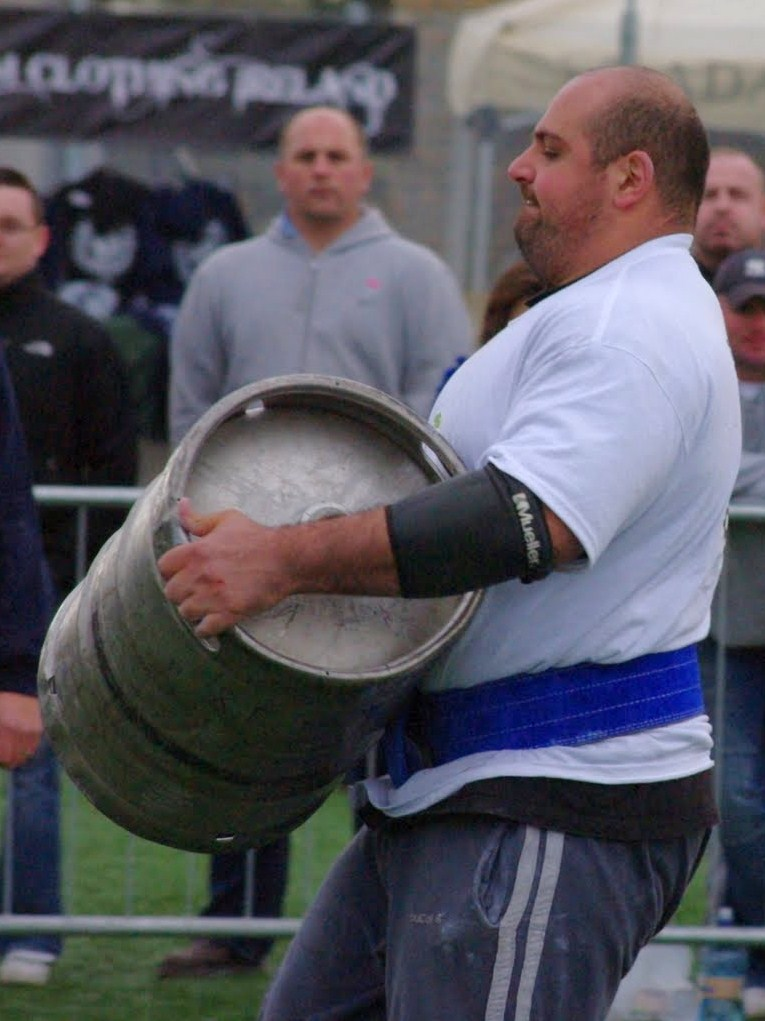
Laurence Shahlaei, 2010

Laurence Shahlaei, pseudonim Duży Loz (ur. 25 grudnia 1982 w Cheltenham) – angielski strongman pochodzenia irańskiego.
Obecnie jeden z najlepszych brytyjskich siłaczy.

## Życiorys
Laurence Shahlaei urodził się w rodzinie Angielki i Irańczyka. Dorastał w mieście Cheltenham. Jako dziecko uprawiał różne dyscypliny sportowe, głównie kung-fu i rugby. Rozpoczął treningi siłowe w wieku dwudziestu dwóch lat. Zadebiutował jako siłacz w 2005 r.
W trakcie Mistrzostw Wielkiej Brytanii Strongman 2007 doznał zerwania bicepsu i nie mógł ukończyć zawodów. Wziął udział dwukrotnie w indywidualnych Mistrzostwach Świata Strongman, w latach 2008 i 2009. W Mistrzostwach Świata Strongman 2008 nie zakwalifikował się do finału. W Drużynowych Mistrzostwach Świata Strongman 2008 również nie zakwalifikował się do finału.

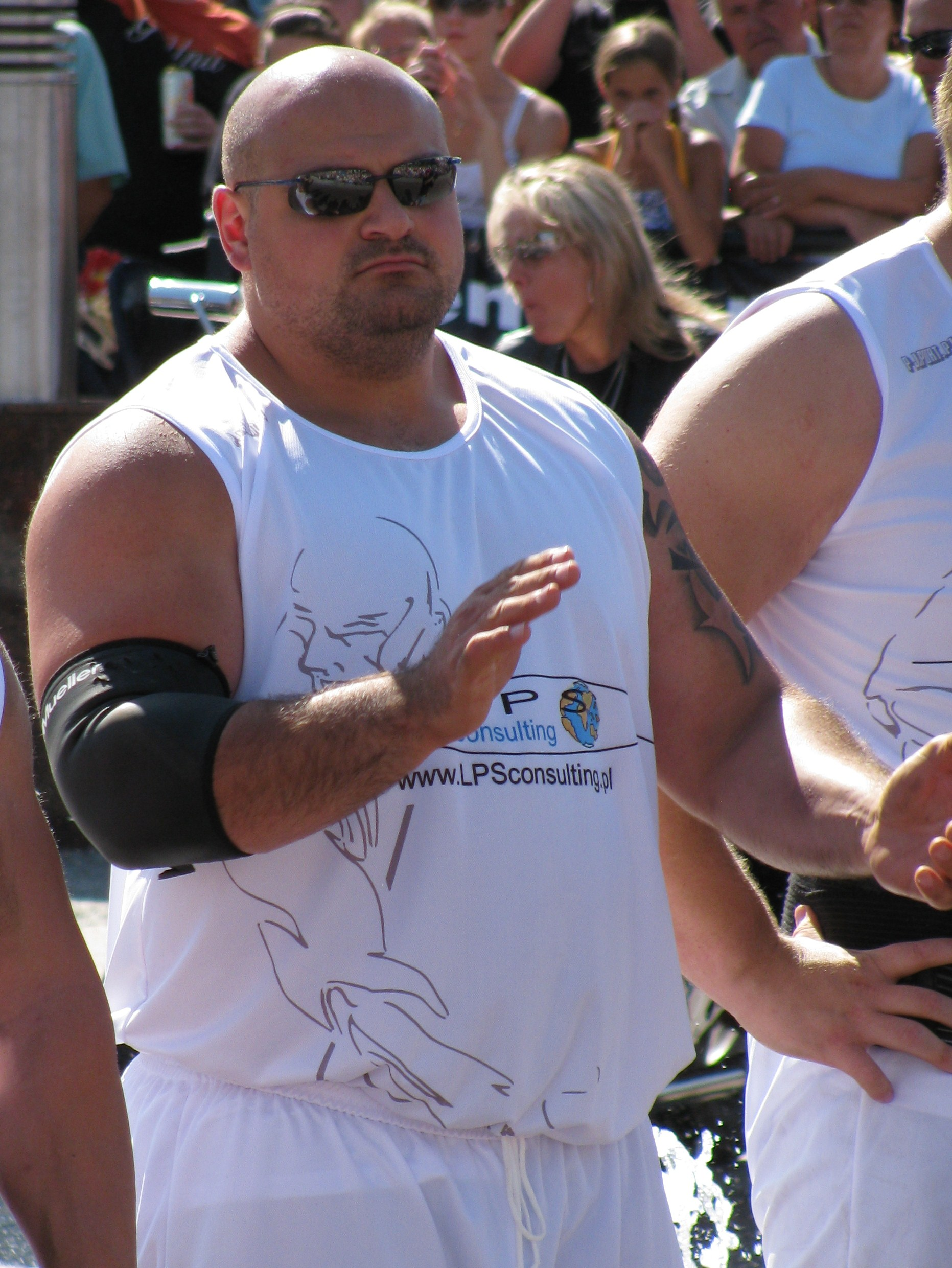
Laurence Shahlaei, 2009

Ulubioną konkurencją Laurence'a jest Spacer farmera, ponieważ jak twierdzi jest prawdziwym testem siły fizycznej. Po zakończeniu kariery siłacza zamierza grać w filmach i uprawiać wrestling.
Ma córkę, Avę (ur. 2009). Mieszka w miasteczku Stroud, na południu Anglii.

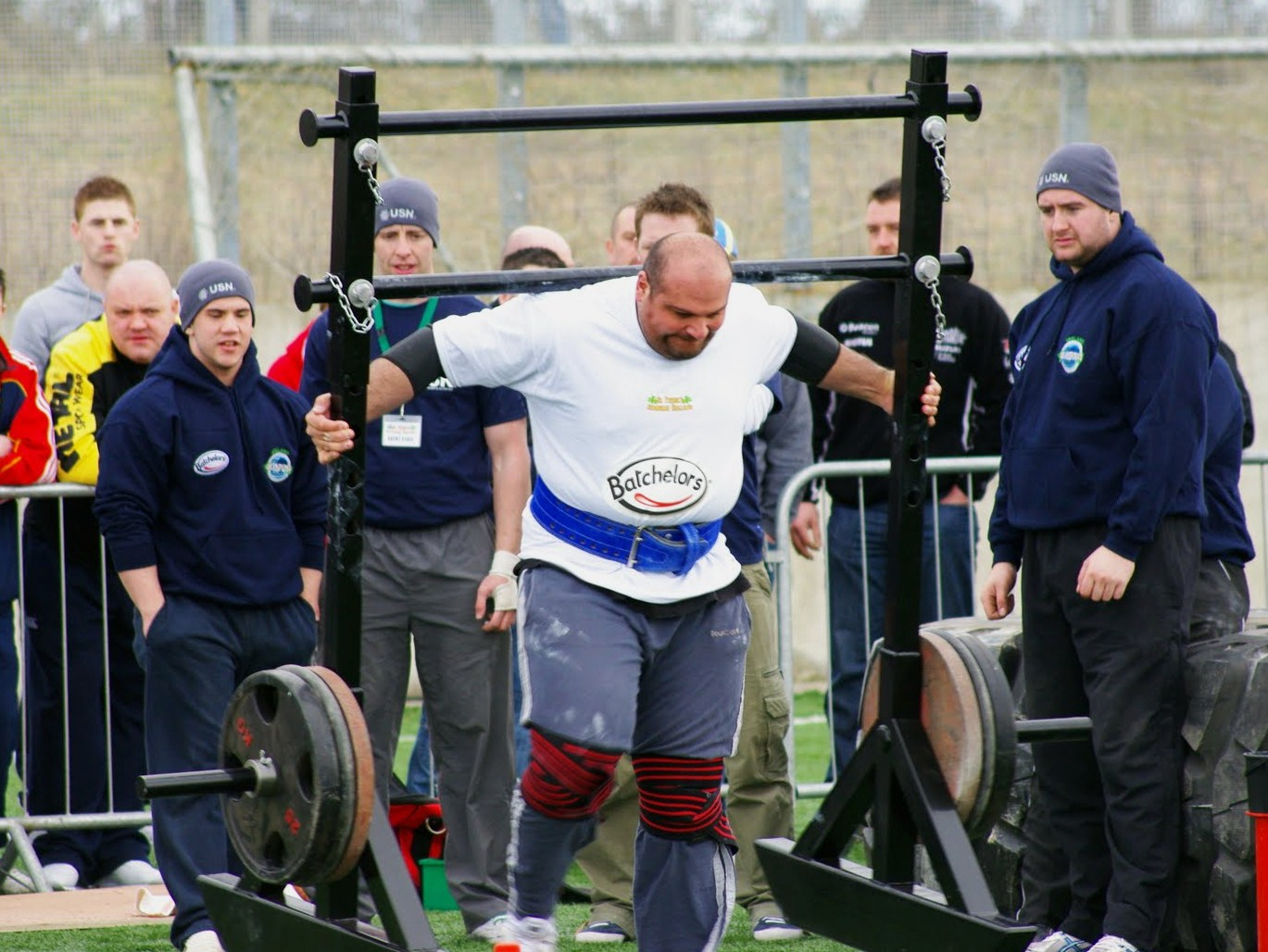
Laurence Shahlaei w Spacerze buszmena

Wymiary:
- wzrost 188 cm
- waga 135 - 140 kg
- biceps 48 cm
- klatka piersiowa 137 cm

Rekordy życiowe:
- przysiad 365 kg
- wyciskanie 200 kg
- martwy ciąg 380 kg

## Osiągnięcia strongman
- 2007
  - 8. miejsce - Mistrzostwa Wielkiej Brytanii Strongman 2007 (kontuzjowany)
- 2008
  - 4. miejsce - Mistrzostwa Wielkiej Brytanii Strongman 2008
  - 1. miejsce - Mistrzostwa Wielkiej Brytanii Strongman w Parach (z Robem Framptonem)
  - 2. miejsce - Polska kontra Europa
  - 10. miejsce - Super Seria 2008: Lysekil
- 2009
  - 1. miejsce - Mistrzostwa Anglii Strongman[6]
  - 6. miejsce - Giganci Na Żywo 2009: Malbork
  - 9. miejsce - Mistrzostwa Świata Strongman 2009, Malta
  - 3. miejsce - Winter Giants 2009, Anglia[7]

## W filmie
- 2007 Złoty kompas - epizod